# Mit Rose und Revolver
Mit Rose und Revolver (französischer Originaltitel Les Brigades du Tigre = „Die Brigaden des Tigers“) ist eine Kriminal-Fernsehserie im Genre des Historienfilms, die zwischen 1974 und 1983 teilweise in französisch-belgisch-westdeutsch-schweizerischer Koproduktion entstand. Die Spielhandlung umfasst den Zeitraum von 1907 bis Anfang der 1930er Jahre. Die westdeutsche Beteiligung endete 1977; in der Bundesrepublik wurden von insgesamt 36 Episoden lediglich 13 aus den ersten drei Staffeln ausgestrahlt. Der Originaltitel bezieht sich auf die Brigades mobiles (Deutsch: Mobilbrigaden), offiziell als Brigades „régionales de police mobiles“ bezeichnet. Die deutsche Erstausstrahlung erfolgte ab dem 10. November 1976 in der ARD. In der Volksrepublik Polen wurde die Serie ab 1976 unter dem Titel Brygady Tygrysa ausgestrahlt.

## Handlung

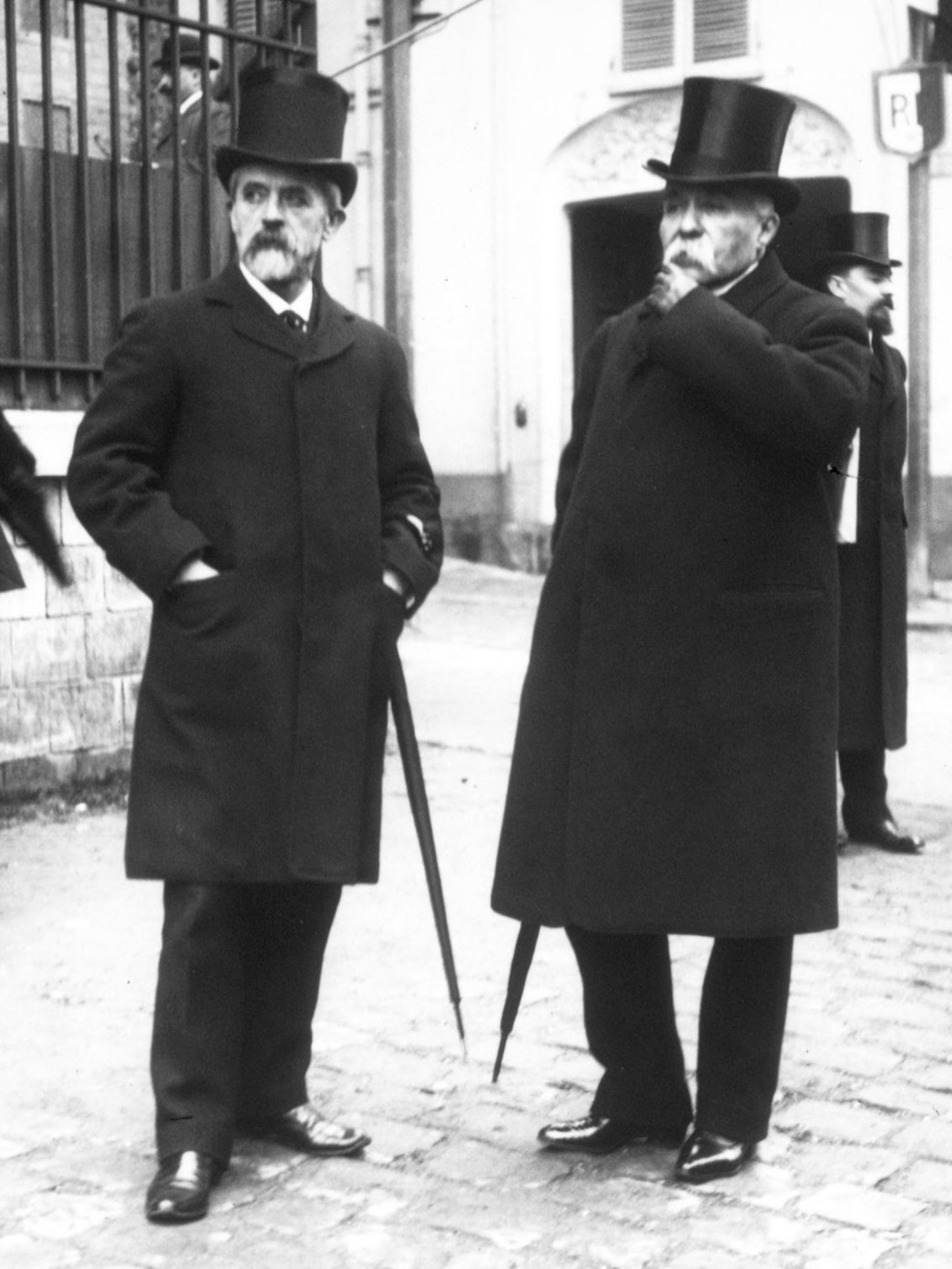
Louis Lépine & Georges Clemenceau 1908

1907. Aufgrund der in Frankreich rapide zunehmenden Kriminalität, bedingt durch Industrialisierung und zunehmende Mobilität insbesondere durch das Auto, gründet Innenminister Georges Clemenceau, genannt „Der Tiger“, die Mobilbrigaden. Die Kriminalbeamten werden mit den neuesten Pkw und moderner Kriminaltechnik wie Fotografie und Daktyloskopie ausgestattet. Auf dem Land arbeiten die Brigaden eng mit der Nationalgendarmerie, in den Städten mit den lokalen Polizeibehörden zusammen. Ihr Chef ist Direktor Faivre, während Kommissar Valentin und seine beiden Mitarbeiter, die Inspektoren Pujol und Terrason, die Kriminalfälle bearbeiten.
Die Mobilbrigaden werden gegen Anarchisten und Terroristen wie zum Beispiel die Schwarze Hand, Waffenschmuggler, die organisierte Kriminalität, amerikanische Gangster und deutsche Spione eingesetzt. Unter anderem treten folgende historische Persönlichkeiten auf: die Flieger Louis Blériot und Hubert Latham, der englische König und Kaiser von Indien Georg V., der Filmregisseur Georges Méliès, Clemenceau, Marschall Hubert Lyautey, der marokkanische Sultan Mulai Abd al-Hafiz, die Politiker Raymond Poincaré und Aristide Briand sowie der russische General Alexander Pawlowitsch Kutepow, der 1930 von der sowjetischen GPU in Paris entführt und in die Sowjetunion verschleppt wurde.

## Deutsch synchronisierte Episoden
1. Die Köhlerbande (Ce siècle avait 7 ans …)
2. Haute Couture (Collection 1909)
3. Mit den besten Empfehlungen von Scotland Yard (Don de Scotland Yard)
4. Von Bomben und sonstigem Spielzeug (De la poudre et des balles)
5. Die Geier (Les vautours)
6. Der Fall Valentin (Le cas Valentin)
7. Das Verbrechen des Sultans (Le crime du sultan)
8. Herr Saubermann (L´ère de la calomnie)
9. Die Hilfsbraut (L´auxiliaire)
10. Der letzte Bandit (Bonnot & Cie)
11. Die Bruderschaft der Wölfe (La confrérie des loups)
12. Die schwarze Hand (La main noire)
13. Hundeschnauze (Nez de chien)

## Produktionsgeschichte
Vorbild für die Serie war die US-amerikanische Fernsehserie Die Unbestechlichen (Deutscher Alternativtitel Chicago 1930) von 1959. Warum die deutsche Beteiligung an der Serie nach der dritten Staffel endete, ist bislang nicht bekannt.

## Bücher
Claude Desailly veröffentlichte auf Grundlage der Serie vier Romane. 2008 erschien von Michelle Roussel und Didier Liardet das Sachbuch „Les Brigades du Tigre. Les limies des temps modernes“.

## Film
Auf Grundlage der Serie drehte Jérôme Cornuau 2006 den Spielfilm Les Brigades du Tigre, der nicht in deutsch synchronisierter Fassung vorliegt.

## Überlieferung
Die 13 deutsch synchronisierten Episoden wurden 2011 von der S.A.D. Home Entertainment GmbH ohne die originale französische Tonspur auf DVD ediert. Die französische Originalfassung wurde seit 2001 in mehreren Editionen vollständig ediert.